# リュサック・サンテミリオン
リュサック・サンテミリオン （Lussac-saint-émilion）は、ボルドーワインの1つ。リュサックで生産される。 
1936年にAOCに認定された古くからの産地である。ぶどう畑は1386haあり、村の面積の6割以上がぶどう畑というワインの村である。土質はアルカリ性の粘土質でメルローの栽培に適しており、栽培されるぶどうの7割以上がメルローである。品質はサンテミリオンとほぼ同等で、比較的多く出回っているため、価格もそれほど高くはない。